# Lista de jogos para HTC Vive
Os jogos eletrônicos do tipo realidade virtual desenvolvidos para o óculos de realidade virtual HTC Vive (semelhante a um capacete com um pequeno display óptico) fabricado pela HTC e pela Valve:
| Título                                                 | Desenvoledor                                                                  | Data lançamento           | Ref                  |
| ------------------------------------------------------ | ----------------------------------------------------------------------------- | ------------------------- | -------------------- |
| Dash Dash World                                        | MOTIONX STUDIO                                                                | Q4 2020                   | [ 1 ]                |
| #Archery                                               | VRUnicorns                                                                    | Dec 19, 2017              | [ 2 ]                |
| #SelfieTennis                                          | VRUnicorns                                                                    | Apr 1, 2016               | [ 3 ] [ 4 ]          |
| #SkiJump                                               | VRUnicorns                                                                    | TBA                       |                      |
| #Utopia                                                | VRUnicorns                                                                    | 2019                      |                      |
| "BUTTS: The VR Experience"                             | Tyler Hurd                                                                    | Feb 4, 2016               | [ 5 ]                |
| Verlore Verstand                                       | Skobbejak Games                                                               | Feb 1, 2016               |                      |
| (VR)西汉帝陵 The Han Dynasty Imperial Mausoleums       | 派嘉数创科技有限公司                                                          | Jan 21, 2017              | [ 6 ]                |
| 0 Day                                                  | Zero Day Games                                                                | Nov 16, 2016              |                      |
| 0°N 0°W VR                                             | Colorfiction                                                                  | Aug 18, 2018              | [ 7 ]                |
| 1-2-Swift                                              | MNGOVR                                                                        | Jan 30, 2017              |                      |
| 10 seconds                                             | Zynk Software                                                                 | Jul 16, 2018              |                      |
| 10k                                                    | Dynamoid                                                                      | Aug 15, 2018              |                      |
| 18 Floors                                              | Aoga Tech                                                                     | Jul 3, 2018               | [ 8 ] [ 9 ]          |
| 1943 Berlin Blitz                                      | BBC Media Applications Technologies Ltd                                       | Oct 4, 2018               | [ 10 ] [ 11 ] [ 12 ] |
| 2MD VR Football                                        | Truant pixel, LLC                                                             | Sep 26, 2017              | [ 13 ] [ 14 ] [ 15 ] |
| 3D Organon VR Anatomy                                  | Medis Media                                                                   | Dec 9, 2016               | [ 16 ] [ 17 ]        |
| 3DMark                                                 | Futuremark                                                                    |                           |                      |
| 4D Toys                                                | mtb design works, inc.                                                        | Jun 2, 2017               | [ 18 ]               |
| 4089: Ghost Within                                     | Phr00ts Software                                                              | Jan 9, 2015               |                      |
| 5089: The Action RPG                                   | Phr00t's Software                                                             | Feb 3, 2016               | [ 19 ]               |
| 8i - Make VR Human                                     | 8i                                                                            | Apr 18, 2016              | [ 20 ]               |
| 10 Cupcakes                                            | Repulse                                                                       | Sep 15, 2017 (demo)       | [ 21 ] [ 22 ]        |
| A Chair in a Room : Greenwater                         | Wolf & Wood Interactive Ltd                                                   | Apr 5, 2016               | [ 23 ] [ 24 ]        |
| A Fisherman's Tale                                     | Innerspace VR                                                                 | Jan, 2019                 | [ 25 ] [ 26 ]        |
| A Handful of Keflings                                  | NinjaBee                                                                      | Jan 25, 2018              | [ 27 ]               |
| A Haunting : Witching Hour                             | Enyx Studios                                                                  | Oct 31, 2017              | [ 28 ] [ 29 ]        |
| A Legend of Luca                                       | Legend Studio                                                                 | Apr 5, 2016               | [ 30 ] [ 31 ] [ 32 ] |
| A Show of Kindness                                     | Google                                                                        | Nov 15, 2018              | [ 33 ]               |
| A Story of Distress                                    | Yellow Panda Games                                                            | Apr 2, 2018               |                      |
| A Tale of Pirates: a Dummy Mutiny                      | Studio Clangore                                                               | May 23, 2018              | [ 34 ]               |
| A Writer And His Daughter                              | Dimfrost                                                                      | Nov 2, 2017               |                      |
| A-10                                                   | Futuretown                                                                    | Apr 5, 2016               |                      |
| Abbot's Book Demo                                      | The Abbot's Book, LLC                                                         | Apr 4, 2016               |                      |
| ABE VR                                                 | Hammerhead VR                                                                 | Jun 23, 2016              |                      |
| Adr1ft                                                 | THREE ONE ZERO                                                                | Jul 28, 2016              |                      |
| Ad Exitum                                              | Since Idea Games                                                              | May 13, 2016              |                      |
| Adventure Time: Magic Man's Head Games                 | Turbo Button                                                                  | Apr 5, 2016               |                      |
| Albino Lullaby: Episode 1                              | Ape Law                                                                       | Apr 5, 2016               | [ 35 ]               |
| A Legend of Luca                                       | Legend Studio                                                                 | Apr 5, 2016               |                      |
| AltspaceVR                                             | AltspaceVR, Inc.                                                              | Mar 31, 2016              |                      |
| Always Higher                                          | AntiAnti                                                                      | Jul 21, 2016              |                      |
| Ancient VR coaster                                     | Crovax Studios                                                                | Jul 4, 2016               |                      |
| Andromedum                                             | Imbanova Entertainment Inc.                                                   | Apr 15, 2016              |                      |
| Annie Amber                                            | Pantumaca Barcelona, @CarlosGameDev                                           | Jun 17, 2016              |                      |
| Anomalie                                               | Krush Technologies                                                            | May 27, 2016              |                      |
| Apollo 11                                              | Immersive VR Education Ltd.                                                   | Apr 5, 2016               |                      |
| Arachnophobia                                          | IgnisVR                                                                       | Jun 1, 2016               |                      |
| Arizona Sunshine                                       | Vertigo Games, Jaywalkers Interactive                                         | Dec 6, 2016               |                      |
| Ark Park                                               |                                                                               |                           |                      |
| Armed Against the Undead                               | Unity3d.College                                                               | Jun 17, 2016              |                      |
| Ascension VR                                           | Temple Gates Games                                                            | Aug 1, 2016               |                      |
| The Assembly VR Unlock                                 | nDreams                                                                       | Jul 19, 2016              |                      |
| Assetto Corsa                                          | Kunos Simulazioni                                                             | Dec 19, 2014              | [ 36 ]               |
| Astral Domine                                          | Spectral Illusions                                                            | May 1, 2016               |                      |
| Astroderps                                             | Chronos VR                                                                    | Jun 17, 2016              |                      |
| Atlas Reactor VR Character Viewer                      | Trion Worlds                                                                  | Apr 5, 2016               |                      |
| Audio Arena                                            | Skydome Studios                                                               | Jul 25, 2016              |                      |
| Audioshield                                            | Dylan Fitterer                                                                | Apr 5, 2016               |                      |
| Babel: Tower to the Gods                               | Ruce                                                                          | Apr 5, 2016               |                      |
| Bank Limit: Advanced Battle Racing                     | Tastee Beverage Studios, LLC                                                  | Aug 16, 2016              |                      |
| BARBAR BAR                                             | Bartoš Studio s.r.o., TEDI Games                                              | Jun 2, 2017               |                      |
| Baskhead                                               | VRLINES                                                                       | Jul 19, 2016              |                      |
| Battle Dome                                            | QuinnTeq                                                                      | Jun 8, 2016               |                      |
| Bazaar                                                 | Temple Gates Games                                                            | Mar 28, 2016              |                      |
| Beach Ball Valley                                      | Paul Eckhardt                                                                 | Apr 5, 2016               |                      |
| Beat Ninja                                             | Xelphyre Games                                                                | Jul 12, 2016              |                      |
| Beat Saber                                             | Beat Games                                                                    | May 1, 2018               |                      |
| Bellybots                                              | Grumpy Company GmbH                                                           | Jul 26, 2016              |                      |
| BigScreen Beta                                         | BigScreen, Inc.                                                               | Apr 28, 2016              |                      |
| Blade and Sorcery                                      | WarpFrog                                                                      | TBA/Dec 11, 2018          | [ 37 ] [ 38 ] [ 39 ] |
| Blasters of the Universe                               | The Secret Location                                                           | Jul 14, 2016              |                      |
| bloxyz                                                 | Svution                                                                       | May 19, 2016              |                      |
| TheBlu                                                 | WEVR Inc.                                                                     | Apr 5, 2016               |                      |
| Book Of Merlin                                         | LekeGame                                                                      | Jul 22, 2016              |                      |
| Bounce                                                 | Steel Wool Studios                                                            | Nov. 30, 2016             |                      |
| Bowl VR                                                | Carbon Fiber Games                                                            | Jun 24, 2016              |                      |
| Bowslinger                                             | Pompaduo                                                                      | Apr 5, 2016               |                      |
| Brick Stack VR                                         | Andrew French                                                                 | Jul 26, 2016              |                      |
| The Brookhaven Experiment                              | Phosphor Games                                                                | Jul 5, 2016               |                      |
| Broomball VR                                           | Rushil Reddy, Priyam Parikh, Ken Watanabe                                     | Jul 28, 2016              |                      |
| Budget Cuts                                            | Neat Corporation                                                              | Jun 14, 2018              | [ 40 ]               |
| Caffeine                                               | Incandescent Imaging                                                          | Oct 12, 2015              |                      |
| Candy Smash VR                                         | Wadup Games                                                                   | Jul 26, 2016              |                      |
| Capria: Magic of the Elements                          | HORN & IVRY                                                                   | Apr 5, 2016               | [ 40 ]               |
| Car Car Crash Hands On Edition                         | Chocolatefudge Games                                                          | Jul 4, 2016               | [ 40 ]               |
| Carpe Lucem - Seize The Light VR                       | Hammer Labs                                                                   | Apr 5, 2016               | [ 40 ]               |
| CDF: Starfighter VR                                    | Shaun Williams                                                                | Apr 5, 2016               | [ 40 ]               |
| Celestrion                                             | dSky9, Inc.                                                                   | Dec 7, 2015               |                      |
| Chamber 19                                             | Deepak M., Grant B.                                                           | May 23, 2016              |                      |
| ChessVR                                                | games.Sharbit                                                                 | Jul 7, 2016               |                      |
| Chunks                                                 | Facepunch Studios                                                             | Apr 12, 2016              |                      |
| CINEVEO - VR Cinema                                    | Sven Kohn                                                                     | May 15, 2016              |                      |
| City Z                                                 | Little Cloud Games                                                            | Apr 29, 2016              |                      |
| Cloudborn                                              | Logtown Studios                                                               | Sep 26, 2017              |                      |
| Cloudlands: VR Minigolf                                | Futuretown                                                                    | Apr 5, 2016               | [ 40 ]               |
| Cloudrift                                              | friendlyOctopus                                                               | Oct 30, 2015              | [ 40 ]               |
| The Collider 2                                         | Shortbreak Studios s.c.                                                       | Apr 19, 2016              | [ 40 ]               |
| Colosse                                                | Colosse Team                                                                  | Apr 20, 2016              | [ 40 ]               |
| Constricting Cubes                                     | D.W.S.                                                                        | Oct 28, 2016              |                      |
| Cosmic Trip                                            | Funktronic Labs                                                               | Apr 15, 2016              |                      |
| Crashed Lander                                         | Don Whitaker                                                                  | Jun 17, 2014              |                      |
| Crazy Machines 3                                       | FAKT Software                                                                 | Oct 18, 2016              |                      |
| Crystal Rift                                           | Psytec Games Ltd                                                              | Mar 30, 2016              |                      |
| C.S.S. CITADEL VR                                      | Winged Minds                                                                  | Jul 15, 2016              |                      |
| The Cubicle.                                           | Roel van Beek, Jurgen Hoogeboom, Joppe de Graaf, Jesper van den Ende          | Apr 5, 2016               |                      |
| Cyber Pong Vr                                          | Colopl Nl                                                                     | Apr 28, 2016              |                      |
| Dawn of the Robot Empire                               | oeFun, Inc.                                                                   | Apr 11, 2016              |                      |
| DCS World                                              | Eagle Dynamics                                                                | Mar 18, 2013              |                      |
| Descent: Underground                                   | Descendent Studios                                                            | Apr 5, 2016               |                      |
| Destinations                                           | Valve                                                                         | Jun 9, 2016               |                      |
| Destinations Workshop Tools                            | Valve                                                                         |                           |                      |
| Dimensional                                            | Brett Jackson                                                                 | Jul 1, 2016               |                      |
| Diorama No.1: Blocked In                               | The Shoebox Diorama (Daniel Ernst)                                            | Apr 5, 2016               |                      |
| Diorama No.3: The Marchland                            | The Shoebox Diorama (Daniel Ernst)                                            | Apr 5, 2016               |                      |
| Directionless                                          | Zach Tsiakalis-Brown                                                          | May 31, 2016              |                      |
| Discovr Egypt: King Tut's Tomb                         | Discovr Labs                                                                  | Apr 11, 2016              |                      |
| Disney Movies VR                                       | Walt Disney Studios                                                           | May 16, 2016              |                      |
| The Divergent Series: Allegiant VR                     | Wevr Inc, Big Red Button Entertainment                                        | Mar 17, 2016              |                      |
| Doctor Kvorak's Obliteration Game                      | Freekstorm                                                                    | Aug 29, 2016              |                      |
| Dogfight Elite                                         | Echoboom S.L.                                                                 | Jul 11, 2016              |                      |
| Dolphin Defense                                        | Tanner Thayer                                                                 | May 16, 2016              |                      |
| Doom VFR                                               | id Software                                                                   | Nov 30, 2017              |                      |
| Dota 2                                                 | Valve                                                                         | Jul 9, 2013               | [ 41 ]               |
| Draco Dux                                              | BraveDev                                                                      | TBA                       |                      |
| Dream Golf VR                                          | Isaac Stearns                                                                 | Nov 3, 2017               |                      |
| DreamLand                                              | SandVUE                                                                       | Jul 7, 2016               |                      |
| DrumKit VR                                             | 0o0                                                                           | Jul 6, 2016               |                      |
| Dungeon Hero                                           | Grzegorz Slazinski                                                            | Jul 7, 2015               |                      |
| Eagle Flight                                           | Ubisoft                                                                       | Oct 18, 2016              |                      |
| Eclipse — Defending the motherland                     | Hangzhou NezhaGames                                                           | May 26, 2016              |                      |
| Egg Time                                               | Bartoš Studio                                                                 | Sep 19, 2016              |                      |
| Egg Time 2                                             | Bartoš Studio                                                                 | May 7, 2018               |                      |
| Elite Dangerous: Arena                                 | Frontier Developments                                                         | Feb 16, 2016              |                      |
| Elite: Dangerous                                       | Frontier Developments                                                         | Dec 16, 2014              | [ 42 ]               |
| Elite Dangerous: Horizons Season Pass                  | Frontier Developments                                                         | Dec 15, 2015              |                      |
| Emergence Fractal Universe                             | Paul Wand                                                                     | Jul 20, 2016              |                      |
| Emily Wants to Play                                    | Shawn Hitchcock                                                               | Dec 10, 2015              |                      |
| ESSENCE                                                | ONEVISION GAMES                                                               | Apr 18, 2017              |                      |
| Euclidean                                              | Alpha Wave Entertainment                                                      | Sep 25, 2015              | [ 35 ]               |
| EVEREST VR                                             | Sólfar Studios, RVX                                                           | Aug 2, 2016               | [ 35 ]               |
| Eve: Valkyrie                                          | CCP Games                                                                     | Mar 28, 2016              | [ 43 ]               |
| Fallout 4 VR                                           | Bethesda Games Studios                                                        | Dec 12, 2017              |                      |
| Fantastic Contraption                                  | Northway Games                                                                | Apr 5, 2016               | [ 40 ] [ 35 ] [ 44 ] |
| FATED: The Silent Oath                                 | Frima Studio                                                                  | Apr 28, 2016              | [ 35 ]               |
| Felt Tip Circus                                        | Alpha Wave Entertainment                                                      | Apr 5, 2016               | [ 35 ]               |
| Final Approach                                         | Phaser Lock Interactive                                                       | Apr 5, 2016               | [ 35 ]               |
| Final Strike                                           | Ghost Machine                                                                 | Jun 23, 2016              | [ 35 ]               |
| Five Nights at Freddy's: Help Wanted                   | Steel Wool Studios                                                            | May 28, 2019              | [ 45 ]               |
| The FOO Show featuring Will Smith                      | FOO VR, Inc.                                                                  | Apr 5, 2016               | [ 35 ]               |
| Football VR                                            | Revive Studios                                                                | Jul 12, 2016              | [ 35 ]               |
| Frankenstein: Beyond the Time                          | The Dust S.A.                                                                 | Aug 1, 2018               | [ 46 ]               |
| Fruit Golf                                             | Coal Car Studio Ltd.                                                          | TBA                       | [ 35 ]               |
| Fruit Ninja VR                                         | Halfbrick Studios                                                             | Jul 7, 2016               | [ 47 ]               |
| FTC Workshop Tool                                      | Alpha Wave Entertainment                                                      | Jun 28, 2016              | [ 35 ]               |
| Fujii                                                  | Funktronic Labs                                                               | Aug 16, 2019              |                      |
| The Gallery: Six Elements - Ep 1: Call of the Starseed | Cloudhead Games                                                               | Apr 5, 2016               | [ 35 ]               |
| Garage Drummer VR                                      | Blazing Tree Studio                                                           | Jun 21, 2016              |                      |
| Geo-Fall                                               | Argeus Games                                                                  | Jul 23, 2016              |                      |
| Ghost Train VR                                         | JDMSoftware                                                                   | Jul 5, 2016               |                      |
| Giant Cop: Justice Above All                           | Other Ocean Interactive                                                       | May 30, 2017              |                      |
| Glaive                                                 | Nest Egg Games, LLC                                                           | Jul 26, 2016              |                      |
| Golf Masters                                           | Ghost Machine                                                                 | TBA                       |                      |
| The Grand Canyon VR Experience                         | Immersive Entertainment, Inc.                                                 | Oct 9, 2015               |                      |
| Gravity Compass                                        | NovaWake Studios                                                              | May 7, 2016               |                      |
| Lab - Gravitational Testing Facility & Observations    | Mark Schramm                                                                  | Oct 21, 2016              |                      |
| GravPool                                               | TinyCrease                                                                    | Aug 29, 2016              |                      |
| Grove - VR Browsing Experience                         | Mure VR                                                                       | Apr 12, 2016              |                      |
| Gumball Drift                                          | Ghost Machine                                                                 | Apr 5, 2016               |                      |
| Gunjack                                                | CCP                                                                           | Apr 5, 2016               |                      |
| Gun Range VR                                           | Jeffrey Cretin                                                                | Jul 22, 2016              |                      |
| Gunslinger - Cowboy Shooting Challenge                 | GameAnax Inc                                                                  | Jul 22, 2017              |                      |
| HALP!                                                  | Fun Bits                                                                      | Aug 1, 2016               |                      |
| Heaven Island Life                                     | Fabio Ferrara                                                                 | Apr 20, 2016              |                      |
| Holodance                                              | narayana games                                                                | Apr 5, 2016               |                      |
| Holodaze                                               | Sysdia Games                                                                  | May 19, 2016              |                      |
| Holopoint                                              | Alzan Studios, LLC                                                            | Apr 4, 2016               |                      |
| Home Improvisation: Furniture Sandbox                  | The Stork Burnt Down                                                          | Jul 28, 2016              |                      |
| Hoops VR                                               | Wizard Games Inc                                                              | Jun 20, 2016              |                      |
| HordeZ                                                 | ZenVR                                                                         | Apr 29, 2016              |                      |
| The Horus Heresy: Betrayal at Calth                    | Steel Wool Studios                                                            | Dec, 2017                 |                      |
| House of Alice                                         | Cuddles and Snowflake                                                         | Jul 11, 2016              |                      |
| Hover Junkers                                          | Stress Level Zero                                                             | Apr 5, 2016               | [ 40 ] [ 35 ]        |
| Hot Dogs, Horseshoes & Hand Grenades                   | RUST LTD                                                                      | Apr 5, 2016               |                      |
| House of the Dying Sun                                 | Marauder Interactive, LLC                                                     | Jun 7, 2016               |                      |
| Human, we have a problem                               | Enrick Lambert                                                                | Jul 5, 2016               |                      |
| Hyper Bowling VR                                       | Blaze Forward Games                                                           | May 11, 2016              |                      |
| IKEA VR Experience                                     | IKEA Communications AB                                                        | Apr 5, 2016               |                      |
| IL-2 Sturmovik: Great Battles                          | 1C Game Studios                                                               | Nov 19, 2013              |                      |
| Inbound                                                | Gyoza games                                                                   | Jul 5, 2016               |                      |
| InCell VR                                              | Nival VR                                                                      | Sep 3, 2015               |                      |
| InMind VR                                              | Nival VR                                                                      | Jan 19, 2015              |                      |
| Insane Decay of Mind                                   | GoManga Interactive                                                           | May 6, 2016               |                      |
| iOMoon                                                 | Headtrip Games llc                                                            | Apr 27, 2016              |                      |
| Irrational Exuberance: Prologue                        | Buffalo Vision                                                                | Apr 5, 2016               |                      |
| IrreVRsible                                            | Raptor-Lab                                                                    | May 24, 2016              |                      |
| Jaunt VR                                               | Jaunt Inc.                                                                    | Apr 5, 2016               |                      |
| Jeeboman                                               | Futuretown                                                                    | Apr 5, 2016               |                      |
| Job Simulator                                          | Owlchemy Labs                                                                 | Apr 5, 2016               | [ 35 ]               |
| JUMP                                                   | Endeavor One Inc.                                                             | Jul 30, 2015              |                      |
| Jupiteration                                           | Bartoš Studio s.r.o.                                                          | Mar 10, 2017              |                      |
| Keep Talking and Nobody Explodes                       | Steel Crate Games                                                             | Apr 5, 2016               |                      |
| Kingspray Graffiti Simulator                           | Anomis, Dank, Weevilman                                                       | Dec 7, 2016               |                      |
| Kismet                                                 | Psyop                                                                         | May 2, 2016               |                      |
| Klepto                                                 | Meerkat Gaming                                                                | Jun 30, 2016              |                      |
| Kodon                                                  | Tenk Labs                                                                     | Jun 3, 2016               |                      |
| KOTH                                                   | Abbeytek Ltd                                                                  | Sep, 2016                 |                      |
| Kumoon: Ballistic Physics Puzzle                       | Lucky You Studio                                                              | Nov 10, 2015              |                      |
| The Lab                                                | Valve                                                                         | Apr 5, 2016               | [ 35 ]               |
| Lantern                                                | Storm in a Teacup                                                             | Nov, 2016                 |                      |
| L.A. Noire: The VR Case Files                          | Team Bondi/Rockstar Games                                                     | Dec 15, 2017              | [ 48 ] [ 49 ]        |
| La Peri                                                | Innerspace VR                                                                 | Apr 5, 2016               |                      |
| Leave The Nest                                         | Kaio Interactive                                                              | May 27, 2016              |                      |
| Lecture VR                                             | Immersive VR Education Ltd.                                                   | Mar 15, 2016              |                      |
| Legend of Dungeon                                      | Robot Loves Kitty                                                             | Sep 13, 2013              |                      |
| Light And Dance                                        | Hermann Fischer                                                               | Mar 03, 2017              |                      |
| Light Repair Team #4                                   | Eerie Bear Games                                                              | Apr 5, 2016               |                      |
| Littlstar VR Cinema                                    | Little Star Media Inc.                                                        | Oct 22, 2016              |                      |
| Lost Route                                             | Imbanova Entertainment Inc.                                                   | Jun 17, 2016              |                      |
| Lucid Trips                                            | VR Nerds                                                                      | Jan 12, 2017              |                      |
| L U N E                                                | Isaac Cohen                                                                   | Jun 20, 2016              |                      |
| MageWorks                                              | Earthborn Interactive, LLC                                                    | Jul 22, 2016              |                      |
| Marble Mountain                                        | Lightning Rock                                                                | Apr 5, 2016               |                      |
| Maze Roller                                            | Meerkat Gaming                                                                | Aug 23, 2016              |                      |
| Mars Odyssey                                           | Steel Wool Studios                                                            | Sep 9, 2016               |                      |
| Mervils: A VR Adventure                                | VitruviusVR                                                                   | Aug 4, 2016               |                      |
| Metaverse Construction Kit                             | Metaware                                                                      | Dec 6, 2015               |                      |
| Metro Warp                                             | Another Yeti                                                                  | Aug 5, 2015               |                      |
| Mind OVR Matter                                        | Joe Chatfield                                                                 | Jun 20, 2016              |                      |
| MIND: Path to Thalamus Enhanced Edition                | Pantumaca Barcelona, @CarlosGameDev, Dani Navarro, Luka Nieto                 | Nov 3, 2015               |                      |
| Mind Unleashed                                         | Frost Earth                                                                   | May 5, 2016               |                      |
| Minigame Party VR                                      | Scornz                                                                        | Apr 5, 2016               |                      |
| Minigolf VR                                            | Virtualex                                                                     | Apr 5, 2016               |                      |
| Modbox                                                 | Alien Trap                                                                    | Apr 5, 2016               |                      |
| Mutato Match                                           | Emerald Activities                                                            | Jun 16, 2016              |                      |
| Muv-Luv VR                                             | Degica, ixtl                                                                  | Jun 16, 2016              |                      |
| MyDream Swift                                          | MyDream Interactive, Inc                                                      | Apr 11, 2016              |                      |
| My Own Pet                                             | JDMSoftware                                                                   | Jul 19, 2016              |                      |
| Nanome                                                 | Nanome Inc.                                                                   | Aug 29, 2016              |                      |
| NEKOPALIVE                                             | NEKO WORKs                                                                    | May 31, 2016              |                      |
| The Nest                                               | invrse studios                                                                | Jun 14, 2016              |                      |
| New Retro Arcade: Neon                                 | Digital Cybercherries                                                         | Aug 1, 2016               |                      |
| The Night Cafe: A VR Tribute to Vincent Van Gogh       | Borrowed Light Studios                                                        | Jun 3, 2016               |                      |
| Nighttime Terror VR: Dessert Defender                  | Mark Schramm                                                                  | Apr 4, 2016               |                      |
| No Limits 2 Roller Coaster Simulator                   | Ole Lang                                                                      | Jun 8, 2016               |                      |
| Observatory: A VR Variety Pack                         | 2DArray                                                                       | May 12, 2016              |                      |
| Octoshield VR                                          | Anthony Pigeot                                                                | Jun 15, 2016              |                      |
| Omega Agent                                            | Fireproof Games                                                               | May 4, 2016               |                      |
| Omni                                                   | Warhead Entertainment                                                         | TBA                       |                      |
| Onward                                                 | Downpour Interactive                                                          | Aug, 2016                 |                      |
| Orbital Strike: Arena                                  | Sandglass Games LLC                                                           | Jul 12, 2016              |                      |
| Orb Labs, Inc.                                         | Next Friday Interactive                                                       | Jun 11, 2018              |                      |
| Orc Assault                                            | Ghost Machine                                                                 | May 10, 2016              |                      |
| Orc Hunter VR                                          | Orc Hunter Developer Team                                                     | Jul 24, 2017              |                      |
| Out of Ammo                                            | Rocketwerks                                                                   | Apr 15, 2016              |                      |
| Paintey                                                | Brian Lindenhof                                                               | Apr 18, 2016              |                      |
| PaintLab                                               | LAB4242                                                                       | Apr 29, 2016              |                      |
| The Path of Greatest Resistance                        | RealityRig                                                                    | Jul 12, 2016              |                      |
| Perfect Angle VR - Zen edition                         | Ivanovich Games                                                               | Jun 8, 2016               |                      |
| Periodonica                                            | Jumping Llamas                                                                | May 6, 2016               |                      |
| Pierhead Arcade                                        | Mechabit Ltd.                                                                 | Apr 5, 2016               |                      |
| Ping Pong Waves VR                                     | Hamzeh Alsalhi                                                                | Jun 20, 2016              |                      |
| PITCH-HIT: Rampage Level                               | JJ Castillo, Fox Buchele, Chris Mahoney                                       | Apr 4, 2016               |                      |
| PlanetFate                                             | Aaron Matthies                                                                | Jun 6, 2016               |                      |
| PolyDome                                               | Plan8                                                                         | Aug 9, 2016               |                      |
| Poly Runner VR                                         | Lucid Sight, Inc.                                                             | Apr 18, 2016              |                      |
| Pong Champion VR                                       | DegaSolutions                                                                 | Jul 26, 2016              |                      |
| Pool Nation VR                                         | Cherry Pop Games, Perilous Orbit                                              | Jun 1, 2016               |                      |
| Steampuff: Phinnegan's Factory                         | Mr. Anderson                                                                  | Jul 28, 2016              |                      |
| Polynomial 2                                           | Dmytry lavrov                                                                 | May 31, 2016              |                      |
| Portal Stories: VR                                     | Prism Studios                                                                 | May 16, 2016              |                      |
| PresenZ                                                | Nozon                                                                         | Apr 28, 2016              |                      |
| Project CARS                                           | Slightly Mad Studios                                                          | May 12, 2016              | [ 50 ]               |
| Project Cars 2                                         | Slightly Mad Studios                                                          | Sep 22, 2017              |                      |
| Proton Pulse                                           | Justin Moravetz, Jake Kaufman                                                 | Apr 5, 2016               |                      |
| Protonwar                                              | Outer Planet Studios                                                          | Jul 5, 2016               |                      |
| Psychonauts in the Rhombus of Ruin                     | Double Fine Productions                                                       | Apr 19, 2018              | [ 51 ]               |
| Push For Emor                                          | Lupus Solus Studio                                                            | Oct 24, 2016              |                      |
| Puzzle Blocks                                          | Ayy Caramba Games                                                             | Jul 22, 2016              |                      |
| Quar: The Battle for Gate 18                           | Steel Wool Studios                                                            | Apr 4, 2016               |                      |
| QuiVr                                                  | Blueteak                                                                      | Jun 18, 2018              |                      |
| Radial G: racing Evolved                               | Tammeka games                                                                 | Apr 5, 2016               |                      |
| Rail Adventures                                        | exosyphen studios                                                             | TBA                       |                      |
| Raw Data                                               | Survios                                                                       | Jul 14, 2016              |                      |
| Realities                                              | realities.io                                                                  | Apr 5, 2016               |                      |
| Rec Room                                               | Against Gravity                                                               | Jun 28, 2016              |                      |
| Ricerca VR                                             | The Family, LLC, Yo-Yo Lin, William Paul Cowan Jr., Mike Murdock, Neilson K-S | May 1, 2016               |                      |
| Richie's Plank Experience                              | Richard Eastes, Toni Eastes, Daniel Todorov                                   | Dec 10, 2017              | [ 52 ]               |
| Rick and Morty Simulator: Virtual Rick-ality           | Owlchemy Labs                                                                 | Apr 20, 2017              | [ 53 ]               |
| Rogue Fighter                                          | Zane Gittins                                                                  | Jul 22, 2016              |                      |
| RollerGirls From Beyond                                | Stonepunk Studios                                                             | Jul 27, 2016              |                      |
| The Rose and I                                         | Eugene Chung, Jimmy Maidens, Terry Kaleas                                     | Apr 5, 2016               |                      |
| Ruckus Ridge VR Party                                  | Foreignvr                                                                     | Apr 5, 2016               |                      |
| Rumpus                                                 | Luke Iannini                                                                  | Jul 4, 2016               |                      |
| Russian VR Coasters                                    | Funny Twins                                                                   | Jul 27, 2016              |                      |
| SaberSaw VR                                            | James Oliver                                                                  | Aug 11, 2016              |                      |
| Sairento VR                                            | Mixed Realms                                                                  | Dec 21, 2016              |                      |
| Sayonara Umihara Kawase                                | Studio Saizensen                                                              | Oct 6, 2015               |                      |
| SculptrVR                                              | Nathan Rowe                                                                   | Apr 4, 2016               |                      |
| #SelfieTennis                                          | VRUnicorns                                                                    | Apr 1, 2016               |                      |
| Serious Sam VR: The Last Hope                          | Croteam VR                                                                    | Oct 17, 2016 Early Access |                      |
| ShowdownVR                                             | Frontseat Studio                                                              | Sep 19, 2016              | [ 54 ]               |
| Simple VR Video Player                                 | simplevr.pro                                                                  | Jul 19, 2016              |                      |
| Sisters                                                | Otherworld Interactive                                                        | TBA                       |                      |
| Slam                                                   | Aera Studios                                                                  | Jul 11, 2016              |                      |
| The Slingshot VR                                       | Funny Twins                                                                   | Jul 6, 2016               |                      |
| Skeet: VR Target Shooting                              | Flatbox Studios                                                               | Apr 5, 2016               |                      |
| Sketchfab VR                                           | Sketchfab                                                                     | May 13, 2016              |                      |
| Sky Tower                                              | Animootor                                                                     | Apr 25, 2016              |                      |
| Skyworld                                               | Vertigo Games, Wolfdog Interactive                                            | Oct 17, 2017              |                      |
| Smell Of Death                                         | Alkame Games                                                                  | Jul 4, 2016               |                      |
| The Solus Project                                      | Hourences, Grip Games                                                         | Jun 7, 2016               |                      |
| Soundstage                                             | Logan Olson                                                                   | Jul 7, 2016               |                      |
| Space Bit Attack                                       | Lucid Sight, Inc.                                                             | Apr 5, 2016               |                      |
| Space Pirate Trainer                                   | I-Illusions                                                                   | Apr 5, 2016               | [ 40 ] [ 35 ]        |
| Space, VR!                                             | James Nye, Copeland Williams                                                  | Jul 26, 2016              |                      |
| Spell Fighter VR                                       | Kubold                                                                        | Mar 1, 2016               | [ 40 ] [ 35 ]        |
| Spells 'n' Stuff                                       | Luke Haney, Jim Cook                                                          | Apr 4, 2016               |                      |
| Spermination                                           | Phr00t's Software                                                             | Apr 29, 2016              |                      |
| Starbear: Taxi                                         | Funktronic Labs                                                               | May 3, 2018               |                      |
| Star Chart                                             | Escapist Games Ltd                                                            | Sep 5, 2016               |                      |
| Stars                                                  | MatrixStudio                                                                  | Jul 19, 2016              |                      |
| Stealth Labyrinth                                      | Reddoll Srl                                                                   | Apr 29, 2016              |                      |
| SteamHammerVR - The Rogue Apprentice                   | GamestormVR                                                                   | Jan 20, 2017              |                      |
| Stonehenge VR                                          | VoyagerVR                                                                     | Oct 10, 2017              |                      |
| Storm VR                                               | UNIT9                                                                         | Sep 23, 2016              |                      |
| Subnautica                                             | Unknown Worlds Entertainment                                                  | Dec, 2014                 |                      |
| Surge                                                  | House of Secrets                                                              | May 19, 2016              |                      |
| Surgeon Simulator VR: Meet The Medic                   | Bossa Studios                                                                 | Apr 5, 2016               |                      |
| SurrealVR                                              | Surreal Games                                                                 | Apr 15, 2016              |                      |
| SurviVR - Castle Defender                              | ioi Games                                                                     | Apr, 2019                 | [ 55 ]               |
| Sweet Escape VR                                        | Monster VR                                                                    | Apr 20, 2016              |                      |
| Table Tennis VR                                        | Blue Entropy Studios                                                          | Jul 6, 2016               |                      |
| Tabletop Simulator                                     | Berserk Games                                                                 | Apr 5, 2016               |                      |
| Theme Park Studio                                      | Pantera Entertainment                                                         | Feb 27, 2014              |                      |
| Think Space                                            | Funly, Inc.                                                                   | Jul 26, 2016              |                      |
| The Thrill of the Fight: VR boxing                     | Ian Fitz                                                                      | Jul 1, 2016               |                      |
| The Torus Syndicate                                    | Codeate LLC                                                                   | Nov 22, 2016              |                      |
| Thunderbird                                            | Innervision Games                                                             | Dec 6, 2016               |                      |
| Tilt Brush                                             | Google                                                                        | Apr 5, 2016               | [ 35 ]               |
| Titans of Space 2.0                                    | DrashVR LLC                                                                   | Apr 5, 2016               |                      |
| Time Machine VR                                        | Minority Media                                                                | May 23, 2016              |                      |
| Tower Island: Explore, Discover and Disassemble        | Team of Light Mecia LLC                                                       | Jul 26, 2016              |                      |
| Toy Plane Heroes                                       | Oasis VR                                                                      | Apr 5, 2016               |                      |
| Trials on Tatooine                                     | ILMxLAB                                                                       | Jul 18, 2016              |                      |
| TrumPiñata                                             | KittyPup Productions                                                          | Jul 22, 2016              |                      |
| Ultimate Booster Experience                            | GexagonVR                                                                     | Apr 16, 2016              |                      |
| Unbreakable Vr Runner                                  | Miikka Åsnabrygg                                                              | Jul 4, 2016               |                      |
| UNCORPOREAL - "Alcatraz Island Lofts"                  | Uncorporeal Systems                                                           | Jul 20, 2016              |                      |
| UNCORPOREAL - "Fluffy!"                                | Uncorporeal Systems                                                           | Jul 13, 2016              |                      |
| Universe Sandbox                                       | Giant Army                                                                    | Apr 5, 2016               |                      |
| Unseen Diplomacy                                       | Triangular Pixels                                                             | Apr 5, 2016               | [ 56 ] [ 57 ]        |
| Valiant                                                | Offpeak Games                                                                 | May 2, 2016               | [ 35 ]               |
| Tengutana                                              | Bartoš Studio s.r.o.                                                          | Oct 26, 2017              |                      |
| The Vanishing of Ethan Carter VR                       | The Astronauts                                                                | Mar 31, 2016              | [ 35 ]               |
| Vanishing Realms                                       | Indimo Labs LLC                                                               | Apr 5, 2016               | [ 35 ]               |
| V ARRRR                                                | Blackjard Studios                                                             | Jun 10, 2016              | [ 40 ]               |
| Vector 36                                              | Red River Studios                                                             | Apr 15, 2016              |                      |
| VeeR Pong                                              | Ian Slattery                                                                  | Jul 19, 2016              |                      |
| 'n Verlore Verstand                                    | Skobbejak Games                                                               | Feb 1, 2016               |                      |
| Vertigo                                                | Zach Tsiakalis-Brown, George Eracleous, Errol Bucy                            | Dec 22, 2016              |                      |
| Vintage VR                                             | Dunderware                                                                    | May 2, 2016               |                      |
| Virtual Desktop                                        | Guy Godin                                                                     | Mar 31, 2016              |                      |
| VIRTUAnimator                                          | Pheonise                                                                      | May 9, 2016               |                      |
| VirZOOM Arcade                                         | VirZOOM                                                                       | Jun 30, 2016              |                      |
| The Visitor                                            | Stephen Long                                                                  | Apr 1, 2016               |                      |
| Vistascapes VR                                         | Bird Man Games                                                                | Jul 8, 2016               |                      |
| ViveSpray                                              | Ian Slattery                                                                  | Jul 19, 2016              |                      |
| Vivecraft                                              | jrbudda                                                                       | July 24, 2016             | [ 58 ]               |
| Voyeur VR                                              | Janssens Dynamic                                                              | Dec 22, 2016              |                      |
| vrAMP                                                  | Oriku Inc                                                                     | May 27, 2016              |                      |
| VR Baseball                                            | Unity3D.College                                                               | Apr 4, 2016               |                      |
| VR Battle Grid                                         | Fred Sauer                                                                    | Jul 13, 2016              |                      |
| VR Boxing Workout                                      | Wenkly Studio Sp. z o.o.                                                      | Jul 10, 2016              |                      |
| VR Disc Golf                                           | FRS Game Studio                                                               | Jul 18, 2016              |                      |
| VReakout                                               | Animate Objects                                                               | Jul 13, 2016              |                      |
| VR Fractals                                            | Phylliida                                                                     | Jul 22, 2016              |                      |
| Nvidia VR Funhouse                                     | Nvidia Lightspeed Studios                                                     | Jul 14, 2016              |                      |
| Vrideo                                                 | Vrideo, Inc.                                                                  | Apr 8, 2016               |                      |
| VR Kanojo                                              | Illusion                                                                      | Feb 28, 2017              |                      |
| VRMark                                                 | Futuremark                                                                    | Nov 3, 2016               |                      |
| VRMark Preview                                         | Futuremark                                                                    | Dec 18, 2015              |                      |
| VRMultigames                                           | Mad Triangles                                                                 | Jul 25, 2016              |                      |
| VROOM: Aerie                                           | VROOM                                                                         | May 13, 2016              |                      |
| VRporize - VR FPS                                      | Mercury Aerospace Industries                                                  | Jul 8, 2016               |                      |
| VR Regatta                                             | MarineVerse                                                                   | Jul 14, 2016              |                      |
| VR Shooter Guns                                        | Cykyria                                                                       | Sep 7, 2017               |                      |
| VR Squash 2017                                         | David Cseh                                                                    | Nov 21, 2017              | [ 59 ]               |
| VR:Vacate the Room                                     | Heiko Ihde                                                                    | Jul 15, 2016              |                      |
| VR zGame                                               | StormBringer Studios OU                                                       | Jun 9, 2016               |                      |
| Waddle Home                                            | Archiact Interactive Ltd.                                                     | Jul 7, 2016               |                      |
| The Wake                                               | INVRSE                                                                        | Jul 4, 2017               |                      |
| Waltz of the Wizard                                    | Aldin Dynamics                                                                | May 31, 2016              |                      |
| War Thunder                                            | Gaijin Entertainment                                                          | Apr 5, 2016               |                      |
| Waterbears VR                                          | Schell Games                                                                  | Apr 5, 2016               |                      |
| Wevr Transport                                         | Wevr, Inc.                                                                    | Apr 5, 2016               |                      |
| Whirligig                                              | Philip Day                                                                    | Apr 4, 2016               |                      |
| Wildlife VR                                            | Rocket Science Club                                                           | Jul 10, 2016              |                      |
| Windlands                                              | Psytec Games Ltd                                                              | Apr 5, 2016               |                      |
| The Wire                                               | LekeGame                                                                      | Jul 30, 2016              |                      |
| Within                                                 | Within Unlimited, Inc.                                                        | Jun 16, 2016              |                      |
| World of Diving                                        | Vertigo Games                                                                 | Aug 26, 2014              |                      |
| XLR                                                    | Metaware Limited, LLC                                                         | Apr 5, 2016               |                      |
| Yon Paradox                                            | Digital Mantis                                                                | May 6, 2016               |                      |
| Zenblade                                               | Atomic VR Inc.                                                                | Apr 29, 2016              |                      |
| Zero-G VR                                              | Linkus Studio                                                                 | Jun 15, 2016              |                      |
| Zombie Training Simulator                              | Accelerato                                                                    | Apr 15, 2016              |                      |
| F                                                      |                                                                               |                           |                      |

## References
1. ↑  «'Dash Dash VR Racing game'». Consultado em 20 de outubro de 2020
2. ↑  «'#Archery' VR ga». Engadget. Consultado em 4 de dezembro de 2018
3. ↑  «Play against yourself in #SelfieTennis, a new virtual reality game - Kill Screen». Kill Screen. 7 de abril de 2016. Consultado em 4 de dezembro de 2018
4. ↑  «This is the VR game that's hurting players, and they love it». Polygon. Consultado em 4 de dezembro de 2018
5. ↑  «There Are Almost 200 VR Games on Steam, and That's Not Necessarily Good for VR». Motherboard. 2 de julho de 2016. Consultado em 4 de dezembro de 2018
6. ↑  «HTC Vive 新作, 冥王星の地表に降り立つ体験や秦始皇帝陵の探索など4作品» [Novo trabalho do HTC Vive. 4 trabalhos como a experiência de pouso na superfície de Plutão e a exploração do Mausoléu de Qin Shi Huang]. MoguraVR. 22 de janeiro de 2017. Consultado em 4 de dezembro de 2018
7. ↑  «0°N 0°W is a psychedelic stroll that meanders through space-time». VentureBeat. 2 de março de 2018. Consultado em 4 de dezembro de 2018
8. ↑  «18 Floors Review - 2 Floors». techraptor.net. Consultado em 4 de dezembro de 2018
9. ↑  «PlayStation VR gets two Chinese horror games: 18 Floors and The Walker». VentureBeat. 3 de julho de 2018. Consultado em 4 de dezembro de 2018
10. ↑  «Experience the BBC's Latest VR Film 1943 Berlin Blitz This Week». VRFocus. Consultado em 4 de dezembro de 2018
11. ↑  Bradshaw, Peter (30 de agosto de 2018). «Spheres / 1943: Berlin Blitz review – VR becomes reality in Venice». the Guardian. Consultado em 4 de dezembro de 2018
12. ↑  Reilly, Luke (5 de outubro de 2018). «1943: Berlin Blitz Is a 15-Minute VR Experience That Left Me With Tears». IGN. Consultado em 4 de dezembro de 2018
13. ↑  Square, Push (14 de novembro de 2018). «Soapbox: PSVR Has Quietly Had an Outstanding Year». Push Square. Consultado em 4 de dezembro de 2018
14. ↑  Square, Push (8 de maio de 2018). «Review: 2MD VR Football (PS4)». Push Square. Consultado em 4 de dezembro de 2018
15. ↑  Hayden, Scott (4 de abril de 2018). «Arcade Football Game '2MD: VR Football' to Hit PSVR This Spring». Road to VR. Consultado em 4 de dezembro de 2018
16. ↑  «Students and Practitioners Can Now Experience Anatomy in Virtual Reality |». Medgadget. 2 de fevereiro de 2017. Consultado em 4 de dezembro de 2018
17. ↑  «Can VR Make You Smarter? The VR Games Designed to Educate». VRFocus. Consultado em 4 de dezembro de 2018
18. ↑  Brennan, Dominic (15 de julho de 2017). «Hands On: '4D Toys' is a Mind-Bending, Unique VR Puzzler». Road to VR. Consultado em 4 de dezembro de 2018
19. ↑  «The best role-playing games (RPGs) for Oculus Rift». Windows Central. 14 de fevereiro de 2018. Consultado em 4 de dezembro de 2018
20. ↑  Studios, FastCo (27 de dezembro de 2016). «8i Is Trying To Bring Virtual Reality Out Of The Gaming World». Fast Company. Consultado em 4 de dezembro de 2018
21. ↑  «10 Cupcakes on Steam». www.steamcommunity.com
22. ↑  «Repulse Game Studio Website». www.repulse.com
23. ↑  Manning, Jonathon (4 de dezembro de 2018). «Gateshead's Wolf and Wood to release game on Playstation VR». nechronicle. Consultado em 4 de dezembro de 2018
24. ↑  «A Chair In A Room: Greenwater Getting Big Overhaul And PSVR Release». UploadVR. 16 de outubro de 2018. Consultado em 4 de dezembro de 2018
25. ↑  Hayden, Scott (28 de novembro de 2018). «Promising VR Adventure 'A Fisherman's Tale' to Launch in January, Gameplay Trailer Here». Road to VR. Consultado em 4 de dezembro de 2018
26. ↑  Kulasingham, Gajan (29 de novembro de 2018). «A Fisherman's Tale - Official VR Gameplay Trailer». GameSpot. Consultado em 4 de dezembro de 2018
27. ↑  «The Biggest Oculus Rift, HTC Vive and Windows Releases Of The Week 01/21/17». UploadVR. 26 de janeiro de 2018. Consultado em 4 de dezembro de 2018
28. ↑  «'A Haunting: Witching Hour' Gets Even Creepier With New Teaser [VIDEO]». UploadVR. 29 de setembro de 2016. Consultado em 4 de dezembro de 2018
29. ↑  «The Witching Hour Is At Hand In Holospark's The Haunted Graveyard». VRFocus. Consultado em 4 de dezembro de 2018
30. ↑  «Utah developer's 'A Legend of Luca' blends gaming's past and VR future». The Salt Lake Tribune. Consultado em 4 de dezembro de 2018
31. ↑  James, Paul (20 de fevereiro de 2016). «This Zelda-style HTC Vive Game Scales its World to Fit Your Room». Road to VR. Consultado em 4 de dezembro de 2018
32. ↑  «Interview the Dev's: A Legend of Luca, a room-scale rogue-Like VR». www.tweaktown.com. 26 de fevereiro de 2016. Consultado em 4 de dezembro de 2018
33. ↑  «A Show Of Kindness Review: Silent Cinema For VR Has Touching Results». UploadVR. 23 de novembro de 2018. Consultado em 4 de dezembro de 2018
34. ↑  «Become an Old Sea Dog as Crooked Waters Receives Early Access Release Date». VRFocus. Consultado em 4 de dezembro de 2018
35. 1 2 3 4 5 6 7 8 9 10 11 12 13 14 15 16 17 18 19 20 21 22  «The HTC Vive Review». Polygon. Consultado em 10 de abril de 2016. Cópia arquivada em 11 de abril de 2016
36. ↑  «Assetto Corsa v1.13 update (OpenVR)». steamcommunity.com. Steam. Consultado em 22 de março de 2017
37. ↑  «Hands-On With Blade and Sorcery's Brutally Realistic VR Combat System - UploadVR». UploadVR. 9 de novembro de 2018. Consultado em 4 de dezembro de 2018
38. ↑  Hayden, Scott (29 de outubro de 2018). «VR Combat Sandbox 'Blade & Sorcery' Heading to Steam Early Access in December, Trailer Here». Road to VR. Consultado em 4 de dezembro de 2018
39. ↑  «Blade and Sorcery - Beta-Tagebuch und Video der Sandbox-Arena». VR-Legion (em alemão). 7 de novembro de 2018. Consultado em 4 de dezembro de 2018
40. 1 2 3 4 5 6 7 8 9 10 11 12 13 14  «This Is How Vive Beats the Rift: Games and Packed-in Motion Controls». Polygon. Consultado em 11 de abril de 2016. Cópia arquivada em 11 de abril de 2016
41. ↑  «Dota 2 fans now able to watch games via VR». BBC. Consultado em 29 de julho de 2016
42. ↑  Leack, Jonathan. «HTC Vive's "Resolution Issue" In Elite: Dangerous Is Damning». www.gamerevolution.com. Consultado em 15 de julho de 2016
43. ↑  «'Eve: Valkyrie' is coming to the HTC Vive this year». Engadget. Consultado em 18 de abril de 2016
44. ↑  «Watch us build a terrible robot named 'Party Man' in VR with Fantastic Contraption». 7 de abril de 2016. Consultado em 2 de abril de 2017 – via www.polygon.com
45. ↑  «New Launch Date! May 28th! :: FIVE NIGHTS AT FREDDY'S: HELP WANTED General Discussions». steamcommunity.com (em inglês). Consultado em 16 de maio de 2019
46. ↑  «Frankenstein: Beyond the Time on Steam». steampowered.com. Consultado em 11 de novembro de 2018
47. ↑  Byford, Sam (7 de julho de 2016). «Fruit Ninja VR is out now for the Vive, because of course». The Verge. Consultado em 9 de julho de 2016
48. ↑  «4 New Versions of L.A. NOIRE Coming November 14 - Rockstar Games». Rockstar Games. Consultado em 14 de dezembro de 2017
49. ↑  «LA Noire: The VR Case Files By Rockstar Games Releasing On December 15 - VR News, Games, And Reviews». www.vrandfun.com. Consultado em 14 de dezembro de 2017
50. ↑  Khan, Imad (15 de maio de 2016). «Project Cars on HTC Vive is the definitive sim racing experience». Digital Trends. Consultado em 4 de junho de 2016
51. ↑  «Psychonauts in the Rhombus of Ruin Comes To Rift/Vive Today». 20 de abril de 2018
52. ↑  Joyce, Kevin. «Walking The Plank On HTC Vive»
53. ↑  Devore, Jordan (15 de julho de 2016). «The HTC Vive is getting an official Rick and Morty simulator». Destructoid. Consultado em 15 de julho de 2016
54. ↑  «ShowdownVR on Steam». steampowered.com. Consultado em 2 de abril de 2017
55. ↑  «SurviVR Castle Defender - Game Website»
56. ↑  «A secret agent who crawls on all fours and trips over cords in VR». polygon.com. 19 de março de 2016. Consultado em 2 de abril de 2017
57. ↑  «More Than 30 Vive Games Shown At GDC». gameinformer.com. Consultado em 2 de abril de 2017
58. ↑  «Vivecraft»
59. ↑  «VR Squash 2017 :: Home - home». vrsquash2017.com. Consultado em 2 de abril de 2017